# Dinophilidae
Dinophilidae ist der Name einer Familie winziger, im Sandlückensystem lebender und sich von Bakterien, anderen Mikroorganismen und Detritus ernährender Vielborster (Polychaeta), die in Meeren weltweit zu finden sind.

## Merkmale
Die Dinophilidae haben einen sehr kleinen, durchsichtigen Körper, dessen Segmentierung oft nur durch Einschnürungen angedeutet ist und der bei Dinophilus kurz und zylindrisch, bei Trilobodrilus und Apharyngtus dagegen schlank, länglich, flach und fadenartig ist. An der Bauchseite sitzen meist zahlreiche Cilien einheitlicher Größe, während die Cilien auf dem Rücken in einzelnen Büscheln oder pro Segment ein bis zwei Querreihen sitzen. Der Kopf besteht aus dem Prostomium und dem mit diesem verschmolzenen Peristomium und ist bei Dinophilus oval, während er bei Trilobodrilus und Apharyngtus aus drei Ringeln besteht und mit quer verlaufenden Wimperreihen und vorn mit steifen Sinneshaaren besetzt ist. Antennen und Palpen fehlen stets, doch kann ein Paar Augen vorhanden sein, so bei Dinophilus. Der T-förmige, ventral sitzende Mund ist dicht bewimpert, und der kiefer- und zahnlose, muskulöse Pharynx ist ausstülpbar, fehlt aber bei Apkaryngtus. Der Rumpf besteht aus 5 bis 13 Segmenten und weist keinerlei Parapodien, Borsten oder Cirren auf, doch ist er manchmal mit steifen Haaren oder quer verlaufenden dorsalen Wimperreihen besetzt. Das Pygidium mit seinem rückenseitigen After ist bei Apharyngtus einfach und rund, bei Dinophilus kegelförmig und spitz, bei Trilobodrilus löffelförmig und weist Sinneshaare und Klebdrüsen auf, mit denen sich die Tiere am Substrat anheften. Das Coelom ist nur im Bereich der Keimdrüsen (Gonocoel) vorhanden. Die Nephridien sind, wenn überhaupt vorhanden, als Protonephridien ausgebildet, fehlen aber meist.

## Entwicklungszyklus
Die Dinophilidae sind getrenntgeschlechtlich und zeichnen sich bei manchen Arten durch einen ausgesprochenen Sexualdimorphismus aus. Bei Dinophilus gyrociliatus gibt es darmlose Zwergmännchen, die bereits im Eikokon die noch juvenilen Weibchen durch hypodermische Insemination mit ihrem Sperma begatten, um innere Befruchtung zu ermöglichen. Die befruchteten Eier werden in Eikokons oder Eikapseln abgelegt und entwickeln sich stets direkt zu kriechenden Würmern.

## Lebensraum und Lebensweise
Sämtliche Dinophilidae sind Meeresbewohner, die im Sandlückensystem, auf dem Sediment aus Schlamm, Sand oder Schill oder zwischen Algen leben. Manche Arten sind euryhalin und leben in Ästuaren, doch bewohnen die meisten Arten die Gezeitenzone, und viele Arten sind an den Algenfilmen von Meeresaquarien zu finden. Sie bewegen sich schwimmend oder durch ihre Wimpern auf einer Schleimspur fort. Die Dinophilidae ernähren sich von Bakterien und anderen Mikroorganismen sowie von Detritus. Einige Arten bilden bei ungünstigen Bedingungen Dauerstadien aus, in denen sie einen erheblichen Teil ihrer Lebenszeit verbringen.

## Systematik
Die Familie Dinophilidae wurde 1876 von Alexander Macalister aufgestellt. Traditionell wurde diese Familie zu den Archiannelida gezählt und auch die Gattung Diurodrilus nach deren Entdeckung 1925 durch Adolf Remane mit eingeschlossen, doch erhoben Reinhardt Kristensen und Tonny Niilonen diese 1982 zu einer eigenen Familie. Von Gregory Rouse und Fredrik Pleijel wurden die Dinophilidae zu den Dorvilleidae gezählt. Auf Grund ihrer molekulargenetischen Arbeiten stellten Torsten Hugo Struck, Anja Golombek und andere 2015 die Dinophilidae in die Klade Orbiniida, ein gemeinsames Taxon mit den Diurodrilidae, Nerillidae, Orbiniidae und Parergodrilidae, die sich nach Ansicht der Autoren in Anpassung an die engen Sandlückensysteme durch Progenese zu den heutigen Zwergformen entwickelt haben.

## Gattungen
Die rund 20 Arten der Familie Dinophilidae gehören zu folgenden Gattungen:
- Dinophilus Schmidt, 1848
- Trilobodrilus Remane, 1925
- Apharyngtus Westheide, 1971